# Betty Grafstein
Elizabeth Larner (Londres, 27 de novembro de 1928), mais conhecida como Betty Grafstein,  é uma joalheira e socialite de origem britânica e cidadania norte-americana reconhecida na sociedade portuguesa.

## Biografia
Nascida em 1928 em Londres, Elizabeth Larner é filha adotiva de Bertram Thomas Larner e da sua mulher Dorothy Cordelia Cheney, uma dama de companhia da rainha Mary, avó da rainha Isabel II, razão pela qual recebeu, ainda bebé, o título de lady. Quando atingiu a maioridade, no rescaldo da Segunda Guerra Mundial, emigrou para Nova Iorque com o seu primeiro marido, de apelido Basile, que a abandonou juntamente com o seu único filho, Roger.
Pouco depois Betty Basile conheceu Albert Grafstein, um judeu americano negociante de diamantes, que dirigia com o irmão a Grafstein Diamond Corporation. Betty e Albert casaram-se e a união durou até à morte deste, em 1991.
Em 1971, Betty e Albert visitaram Portugal pela primeira vez e apaixonaram-se pelo país, razão pela qual decidiram comprar uma casa em São Pedro de Sintra em 1972. Após a morte do marido, Betty mudou-se para aquela propriedade e foi naquela altura que conheceu José Castelo Branco, com quem contraiu matrimónio numa conservatória em Loures a 27 de Novembro de 1996 e, entre essa altura e abril de 2024, o casal viveu entre Nova Iorque e Sintra.

### Suspeita de violência doméstica e divórcio
Após 28 anos de matrimónio com José Castelo Branco, no dia 20 de abril de 2024 Betty Grafstein deu entrada num hospital CUF, em Cascais, supostamente no seguimento de uma queda, com lesões nos braços e uma fratura no fémur. No entanto, a 2 de maio de 2024, a socialite denunciou o seu marido aos profissionais de saúde por um alegado crime de violência doméstica. Como consequência das acusações, José Castelo Branco foi detido pela GNR na zona do Estoril e conduzido ao Tribunal de Sintra na manhã da terça-feira, 7 de maio de 2024, pouco antes do momento em que se deveria ter apresentado no Dois às 10, formato matutino onde estaria à conversa com Cristina Ferreira e Cláudio Ramos sobre as acusações. Depois de um interrogatório judicial, Castelo Branco foi constituído arguido e saiu em liberdade, ficando impedido, por decisão do Tribunal de Sintra, de ficar a menos de um quilómetro de distância do local onde estivesse a esposa e de contactar a mesma. A 24 de maio, foi colocada em José Castelo Branco uma pulseira eletrónica.
Grafstein permaneceu internada no hospital CUF de Cascais até 4 de junho, tendo nessa data voltado para os Estados Unidos com o filho, Roger Basile. Por esse motivo, a pulseira eletrónica foi retirada a José Castelo Branco. Mais tarde, no mesmo mês, foi noticiado que Castelo Branco fora obrigado judicialmente a entregar os seus três passaportes (incluindo o norte-americano). A proibição de contacto com a vítima manteve-se.
Em outubro de 2024, foi noticiado que o pedido de divórcio de José Castelo Branco por parte de Betty Grafstein tinha dado entrada no Tribunal de Sintra no anterior dia 11 de agosto. Para além da acusação de violência conjugal, Grafstein acusa José Castelo Branco de ter sido infiel durante o casamento (será de recordar que em 2012 foi parar à Internet um vídeo de 2006 que apresenta Castelo Branco a ter relações sexuais com um casal de Famalicão, sendo que o elemento feminino do casal acusou mais tarde o marido de, entre outras coisas, a obrigar a ter sexo com outras pessoas, no contexto de um processo judicial no qual José Castelo Branco depôs como testemunha, em janeiro de 2012). José Castelo Branco foi notificado do pedido de divórcio e não aceita a ideia de Grafstein se divorciar dele.
Em janeiro de 2025, o Expresso revelou que no dia 8 de maio de 2024 o juiz Pedro Faria de Brito, acompanhado por uma escrivã do Tribunal de Sintra, uma procuradora do Ministério Público e um intérprete, foi à CUF de Cascais tentar obter um depoimento de Grafstein sobre a alegada violência, não tendo, porém, conseguido obter um testemunho, pois Grafstein "apresentava-se extremamente confusa, eventualmente medicada e com pelo menos um episódio de choro convulsivo", como é referido no documento a que o Expresso teve acesso. 